# Tigran Gharamian
Tigran Gharamian (ur. 24 lipca 1984 w Erywaniu) – francuski szachista pochodzenia ormiańskiego, arcymistrz od 2009 roku.

## Kariera szachowa
W latach 1997–2001 trzykrotnie reprezentował Armenię na mistrzostwach świata juniorów w różnych kategoriach wiekowych (najlepszy wynik: dz. VII m. w 2000 r. w Oropesa del Mar na MŚ do 16 lat), był również dwukrotnym uczestnikiem olimpiad juniorów (do 16 lat), w latach 1999 i 2000.
Znaczące sukcesy szachowe zaczął odnosić w 2003 r., wypełniając w Cappelle-la-Grande pierwszą normę na tytuł mistrza międzynarodowego. Kolejne dwie zdobył w 2004 r., w drużynowych mistrzostwach Francji oraz w otwartym turnieju w La Fère (w którym podzielił I m. wspólnie z m.in. Viestursem Meijersem oraz Wadimem Małachatko). Sukcesy w kolejnych latach:
- 2005 – dz. I m. w Avoine (wspólnie z m.in. Eckhardem Schmittdielem, Siergiejem Fiedorczukiem i Jean-Luc Seretem),
- 2006 – I m. w Gonfreville-l’Orcher, dz. I m. w Charleroi (wspólnie z m.in. Rafaelem Leitao), wypełniona pierwsza norma nas tytuł arcymistrza w Metzu,
- 2007 – I m. w Fourmies, I m. w Charleroi (2. norma arcymistrzowska), dz. I m. w Atenach (turniej Nikaia Open, wspólnie z Władimirem Petkowem i Christosem Banikasem), dz. II m. w Böblingen (za Anthony Wirigiem, wspólnie z m.in. Alexandrem Naumannem, Eckhardem Schmittdielem, Thomasem Lutherem i Nenadem Fercecem(inne języki) – 3. norma arcymistrzowska),
- 2008 – I m. w Belvedere Marittimo, dz. II m. w Böblingen (za Andriejem Sumiecem(inne języki), wspólnie z Faridem Abbasowem i Arndem Lauberem(inne języki)).

Uwaga: Lista sukcesów niekompletna (do uzupełnienia od 2009 roku).
Najwyższy ranking w dotychczasowej karierze osiągnął 1 września 2011 r., z wynikiem 2676 punktów zajmował wówczas 67. miejsce na światowej liście FIDE, jednocześnie zajmując 4. miejsce wśród francuskich szachistów.